# Monster (album de Herbie Hancock)
Pour les articles homonymes, voir Monster.
Albums de Herbie Hancock
VSOP: Live Under the Sky
(1979) Mr. Hands
(1980)
Monster est le 29e album studio du pianiste de jazz Herbie Hancock. Dans la continuité de l'album Feets, Don't Fail Me Now (1979), il poursuit la tendance des chansons disco, dépourvues de toute influence jazz. L'album présente des voix sur chaque piste, cette fois sans traitement de vocoder. L'album comprend également une apparition de Carlos Santana sur la première chanson de l'album "Saturday Night"; [1] ce morceau a été la première de nombreuses collaborations éventuelles avec Santana, y compris l'album de 1980 The Swing of Delight. La chanson Stars In Your Eyes est sortie sous la forme d'un single prolongé de 12 ".

## Liste des titres
1. Saturday Night (Cohen, Hancock, Rubinson) - 7:15 ;
2. Stars in Your Eyes (Capuano, Christopher, Hancock, Parker) - 7:07 ;
3. Go for It (Cohen, Hancock, Mouzon, Rubinson) - 7:36 ;
4. Don't Hold It In (Cohen, Ragin) - 8:00 ;
5. Making Love (Hancock, Mouzon) - 6:24 ;
6. It All Comes Around (Cohen, Ragin, Rubinson) - 5:49.

## Musiciens
Selon les notes du livret accompagnant l'album :
- Herbie Hancock - claviers, piano acoustique, clavinet, Minimoog, Oberheim 8 Voice, Prophet 5 , clavitar, chant
- Carlos Santana (1), Randy Hansen (6), Wah Wah Watson - guitare
- Freddie Washington, - basse
- Alphonse Mouzon - batterie, synthétiseur (3), claviers
- Sheila Escovedo - percussion
- Greg Walker (1, 5), Gavin Christopher (2, 4), Oren Waters (3) - chant
- Bill Champlin - chœurs, chant (6)
- Julia Tillman Waters, Luther Waters, Oren Waters, Maxine Willard Waters - chœurs

## Équipe technique
- David Rubinson, Fred Catero - ingénieur
- Jeffrey Cohen - producteur associé
- Gahan Wilson - design de la pochette